# Gazipur du Sud
Gazipur du Sud est un village du district de Pirojpur dans la division de Barisal dans le sud-ouest du Bangladesh .